# Улица Александра Довженко (Киев)
Улица Алекса́ндра Довже́нко (укр. ву́лиця Олекса́ндра Довже́нка) — улица в Шевченковском районе города Киева, местность Шулявка. Пролегает от улицы Вадима Гетьмана до улицы Елены Телиги . Является частью Малой окружной дороги.
Примыкает улица Антона Цедика. В начале улица соединена путепроводом с улицей Вадима Гетьмана.

## История
Улица возникла в 30-х годах XX века, составляла часть Новоокружно́й у́лицы. В 1959 году выделена в отдельную улицу, названа в честь кинорежиссёра А. П. Довженко.

## Застройка
Застройка улицы достаточно разнообразна. Здание № 1 — одноэтажное, усадебного типа (первая половина XX века). Далее с нечётной стороны улицы тянутся корпуса полиграфического комбината «Полиграфкнига» и троллейбусного депо № 2, в конце — общежития автобусного парка № 1 КП «Киевпастранс» (№ 7-а) и девятиэтажная гостиница (№ 9/35). С чётной стороны застройка начинается пятиэтажным зданием в стиле функционализма (№ 2; 1928 год, жилой дом для работников киностудии имени Александра Довженко, изначально был четырёхэтажным, после войны пленные немцы достроили пятый этаж). История этого дома хранит в себе и помнит такие личности как Сергей Параджанов, Леонид Быков и др., продолжается «сталинкой» (№ 10) и двумя кирпичными пятиэтажными «хрущёвками» (№ 8 и 12). В средней части улицы выделяется современный жилой комплекс «Энран» (дом № 14), возведённый в 1997 году. В конце улицы с чётной стороны расположены гостиница (№ 16), общежитие Национальной радиокомпании Украины (№ 14-Б), две многоэтажки серии «Т» (модификация Т-1) конца 1980-х годов (№ 16-Б и 16-В).

## Учреждения
- Центр социальных служб для молодёжи Киевской городской государственной администрации (дом № 2)
- Троллейбусное депо № 2 (дом № 7)
- Радио «Перец FM» (дом № 14)
- Гостиница «Ника-сервис» (дом № 16)

## Изображения

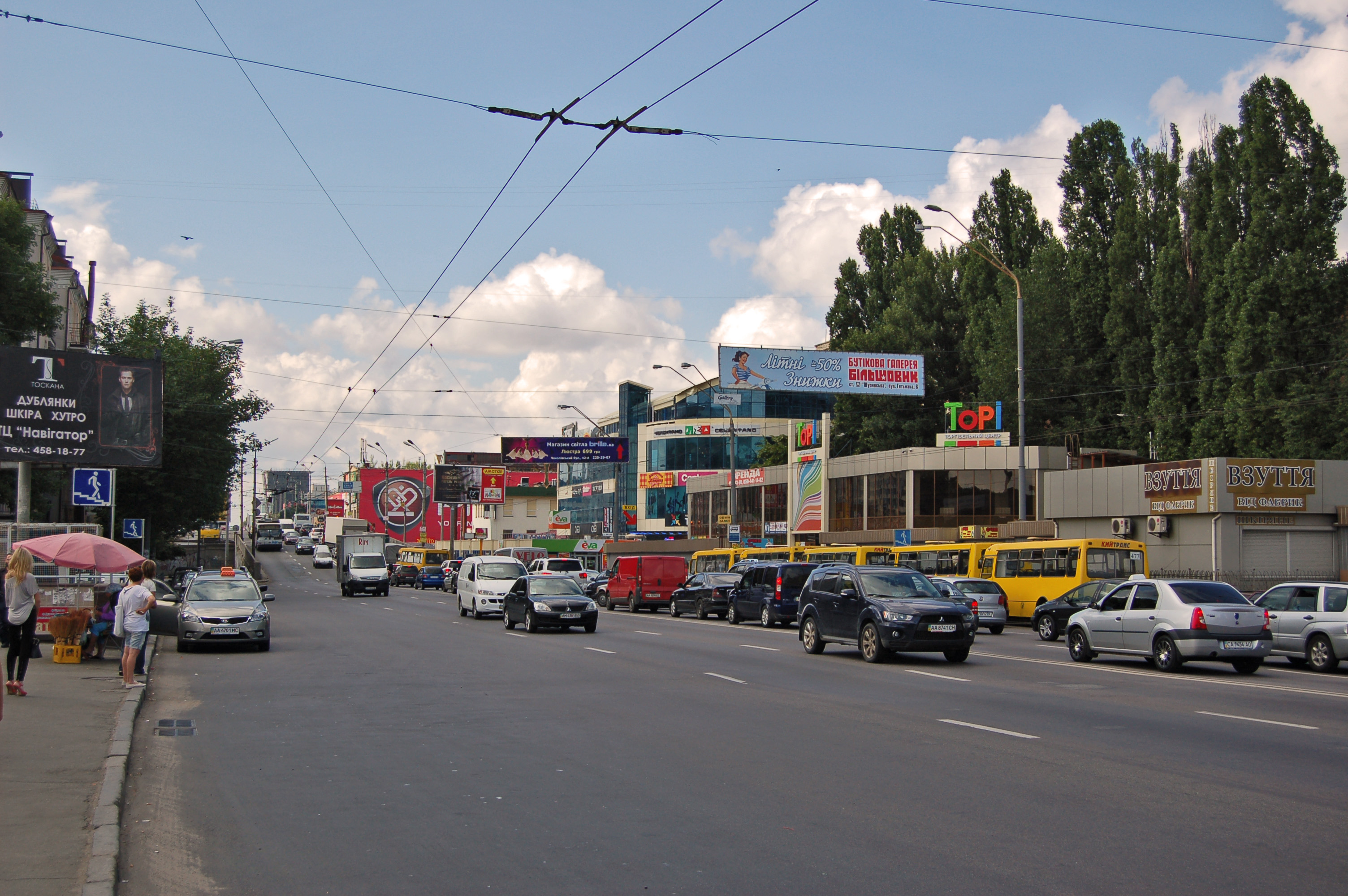
Вид в сторону Шулявского путепровода
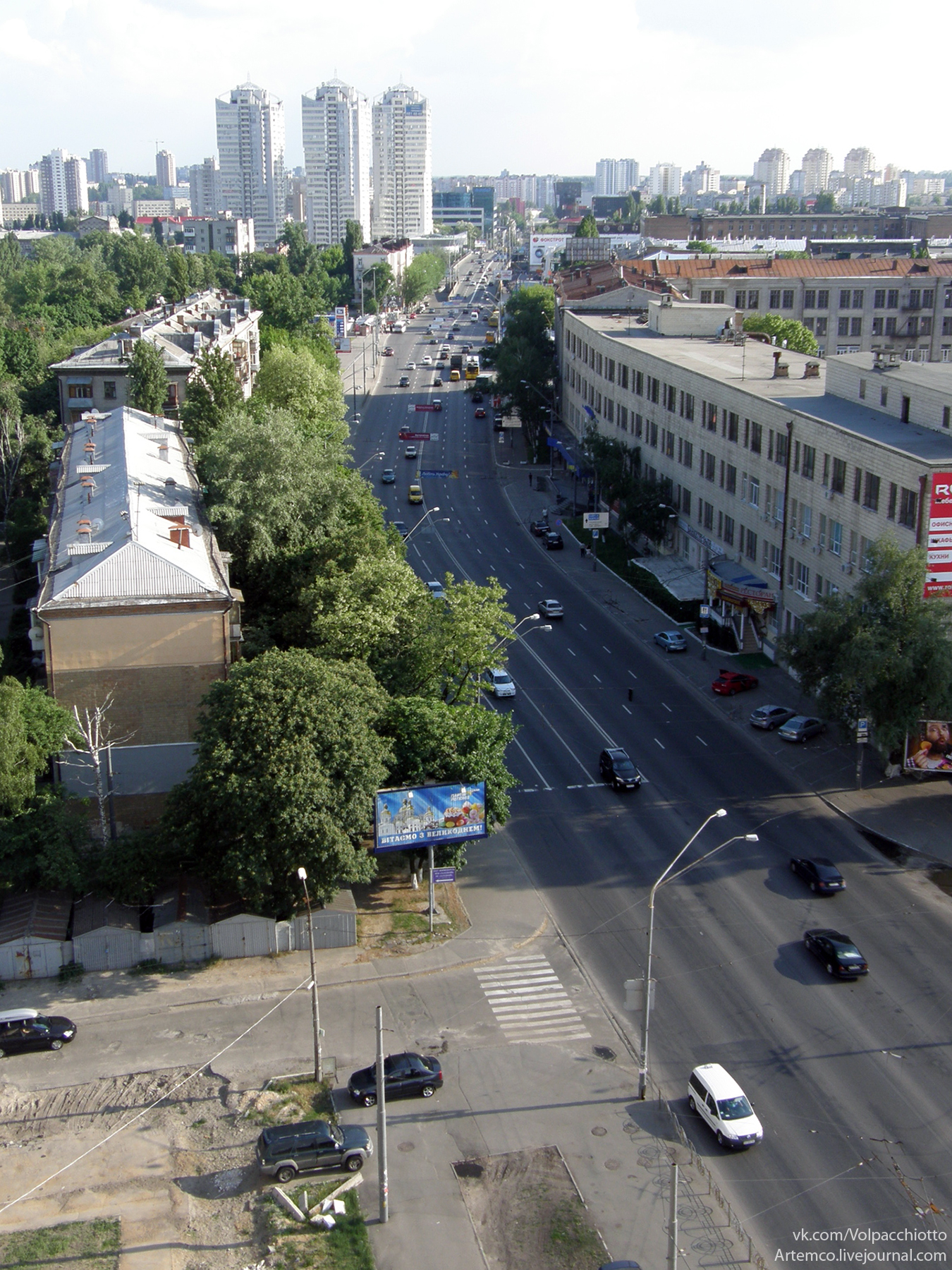
с севера в сторону Шулявского путепровода
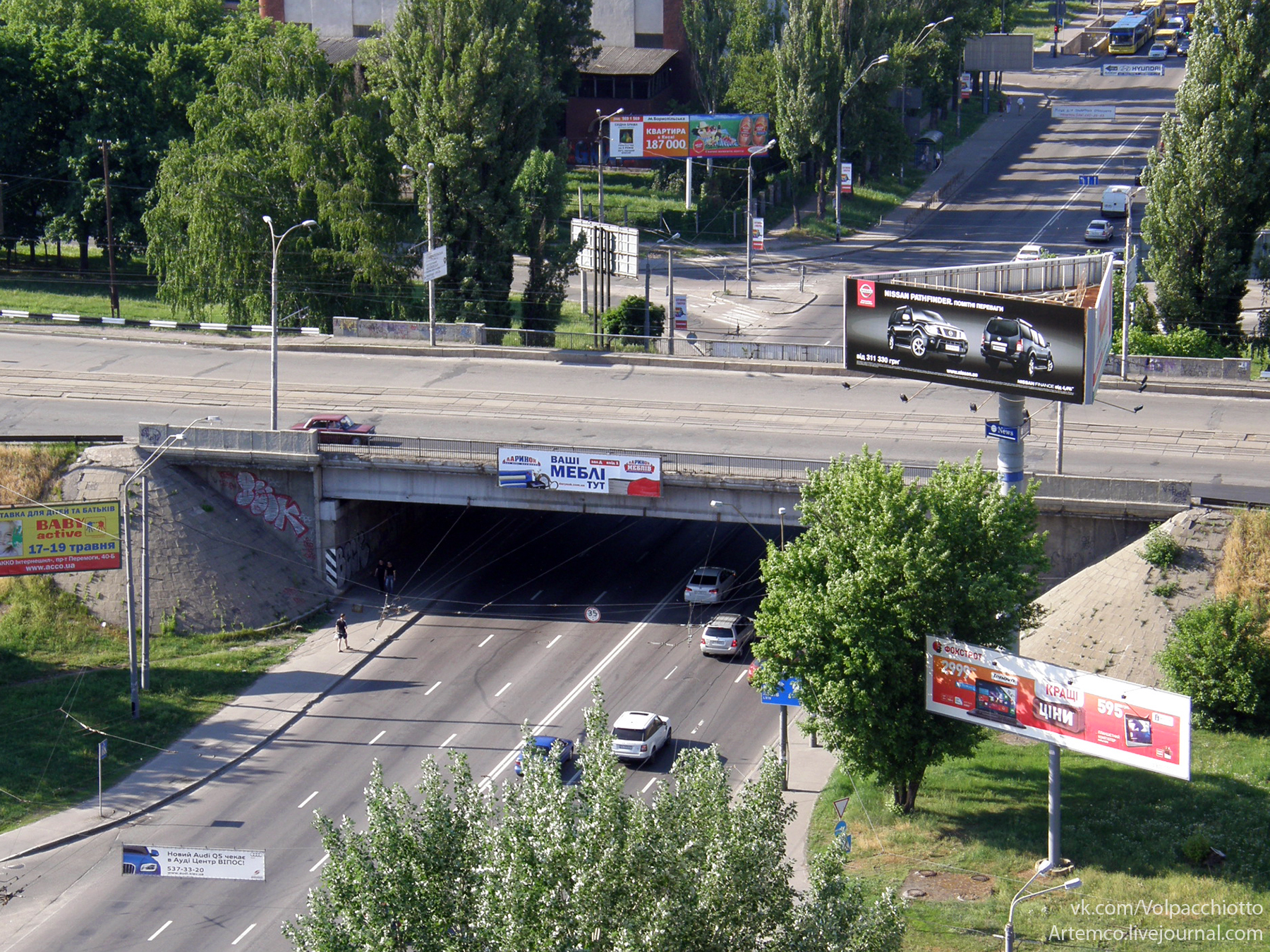
путепровод под улицей Дегтярёвской